# Sarah Kemble Knight
Sarah Kemble Knight (geboren am 19. April 1666 in Boston, Massachusetts Bay Colony; gestorben am 25. Dezember 1727 bei Norwalk, Colony of Connecticut) war eine Geschäftsfrau in der Kolonie Neuengland, die insbesondere für ihre Tagebücher bekannt ist, die ein wichtiges Zeitdokument der amerikanischen Literatur- und Kulturgeschichte darstellen.

## Leben
Sie wurde als Tochter des Bostoner Händlers Thomas Kemble und seiner Frau in bürgerliche Verhältnisse geboren. Sie heiratete den Schiffskapitän Richard Knight. Nach dessen Tod (wohl um das Jahr 1703) arbeitete sie unter anderem als Lehrerin, Händlerin, Maklerin, Wirtin und Geschäftsberaterin, um ihre Familie zu ernähren. 1706 eröffnete sie eine Schule in Boston; zu ihren Schülern zählte Samuel Mather, möglicherweise auch Benjamin Franklin. 1713 ließ sie sich in Norwalk nieder, wo sie mit dem Gesetz in Konflikt kam, weil sie Indianern Schnaps verkauft hatte.
1825 wurde ein Fragment ihres Tagebuches über eine 1704 unternommene Geschäftsreise von Boston über New Haven nach New York erstmals gedruckt, herausgegeben von Theodore Dwight. Es wurde seitdem oft nachgedruckt; das von Dwight edierte Originalmanuskript ist indes heute verschollen. George Parker Winship, der Herausgeber eines 1920 aufgelegten Nachdrucks, urteilte, Knights Tagebuch sei das „wahrhaftigste Abbild“ der neuenglischen Kolonialgesellschaft, das der Nachwelt erhalten geblieben sei. Während die Zeitgenossen Knights noch stark vom puritanischen Ethos geprägt waren, ist Knights Bericht in humorvollem Stil gehalten.
In den episodischen Tagebucheinträgen berichtet sie von den Unwägbarkeiten der Reise zu Fuß und zu Pferde, auch von den Schwierigkeiten, derer sie sich als alleinreisende Frau erwehren musste, Begegnungen mit Weggefährten, neuenglischen Siedlern und Indianern, und gewährt so einen Einblick in die Sitten und Gebräuche der Kolonialgesellschaft. Da sie anders als die gelehrten Schriften der Zeit auch die Alltagssprache der Kolonisten festhielt, ist ihr Tagebuch auch für Linguisten von Interesse.

## Textausgaben
- The Journal of Madam Knight. In: Perry Miller, Thomas H. Johnson (Hrsg.): The Puritans. American Book Company, New York NY u. a. 1938, E-Text.
- The Journal of Madam Knight. With an introductory note by George Parker Winship. Small, Maynard & Co., Boston MA 1920.
- Malcolm Freiberg (Hrsg.): The Journal of Madam Knight. David R. Godine, Boston MA 1972, ISBN 0-87923-044-4.
- The Journal of Madam Knight. In: William L. Andrews (Hrsg.): Journeys in New Worlds. Early American Women’s Narratives. University of Wisconsin Press, Madison WI 1990, ISBN 0-299-12584-X (mit Annotationen von Sargent Bush, Jr.).

## Sekundärliteratur
- Mary McAleer Balkun: Sarah Kemble Knight and the Construction of the American Self. In: Women’s Studies, Band 28, Nr. 1, 1998, S. 7–27, doi:10.1080/00497878.1998.9979242.
- Sargent Bush, Jr.: Sarah Kemble Knight (1666–1727). In: Legacy, Band  12, Nr. 2, 1995, ISSN 0748-4321, S. 112–120, JSTOR:25679166.
- Peter Kratzke: Sarah Kemble Knight’s Polemical Landscape. In: The CEA Critic. Band 65, Nr. 3, 2003, ISSN 0007-8069, S. 43–49.
- Alan Margolies: The Editing and Publication of „The Journal of Madam Knight“. In: The Papers of the Bibliographical Society of America. Band 58, Nr. 1, 1964, S. 25–32, JSTOR:24300738
- Peter Thorpe: Sarah Kemble Knight and the Picaresque Tradition. In: College Language Association Journal. Band 10, 1966, ISSN 0007-8549, S. 114–121.

| Personendaten    | Personendaten                                      |
| ---------------- | -------------------------------------------------- |
| NAME             | Kemble Knight, Sarah                               |
| KURZBESCHREIBUNG | neuenglische Geschäftsfrau und Tagebuchschreiberin |
| GEBURTSDATUM     | 19. April 1666                                     |
| GEBURTSORT       | Boston, Massachusetts                              |
| STERBEDATUM      | 25. Dezember 1727                                  |
| STERBEORT        | Norwalk, Connecticut                               |